# Moese (Rietberg)
Moese war bis 1969 eine Gemeinde im damaligen Kreis Wiedenbrück. Ihr Gebiet gehört heute zur Ortschaft Mastholte der Stadt Rietberg im Kreis Gütersloh.

## Geografie

Moese mit Hammoor und Wulfhorst auf einer Karte von 1899. Das auf der Karte als Mastholte bezeichnete Dorf lag auf dem Gemeindegebiet von Moese.

Die Gemeinde Moese umfasste 15,9 km² und bestand aus dem Dorf, das sich um die St.-Jakobus-Kirche herausgebildet hatte sowie aus den umliegenden Streusiedlungen, darunter Hammoor und Wulfhorst. Das Dorf wird heute Mastholte genannt.

## Geschichte
Im Jahre 1570 übernahm der evangelische Graf Erich von Hoya Mastholte vom katholischen Wadersloh und gründet das Kirchspiel Mastholte, welches Mastholte und die Nachbargemeinde Moese (niederdeutsch für „Sumpf“) umfasste. Fortan waren auch die Untertanen evangelisch, bis im Jahre 1601 die Grafschaft Rietberg katholisch wurde und die Einwohner Mastholtes 1610 mithilfe von Jesuiten wieder zu Katholiken umerzogen wurden. Da die alte Kapelle baufällig war, wurde 1653 mit dem Bau der Pfarrkirche St. Jakobus des Älteren in Moese begonnen, die 1659 eingeweiht wurde. Dabei wurde Material aus der alten Kapelle benutzt. Damit begannen die ersten Probleme mit der Bezeichnung der Orte. Da die Kirche von Mastholte nun in Moese stand, bezeichneten sich viele Bewohner beider Orte ebenfalls Mastholter.
Die Bauerschaft Moese gehörte bis 1807 zur Grafschaft Rietberg. Von 1807 bis 1813 bildete Moese eine Gemeinde im Kanton Rietberg des Departements der Fulda im Königreich Westphalen. Die Gemeinde wurde auf dem Wiener Kongress wie die gesamte Grafschaft Rietberg Preußen zugeschlagen. 1816 kam Moese zum neuen Kreis Wiedenbrück und bildete dort eine Landgemeinde im Amt Rietberg. In einem Streit zwischen Moese und der Nachbargemeinde Westenholz, welcher Gemeinde ein bestimmtes Gebiet zwischen den beiden Orten zuzurechnen ist, entschied das preußische Innenministerium 1857, dass dieses zu Moese gehöre. Aufgrund der dort herrschenden Armut sahen beide Gemeinden vorher das Gebiet als dem jeweils anderen Ort zugehörig an.
Durch das Gesetz zur Neugliederung des Kreises Wiedenbrück und von Teilen des Kreises Bielefeld wurde die Gemeinde Moese zum 1. Januar 1970 in die Stadt Rietberg eingegliedert. Sie ging zusammen mit der früheren Nachbargemeinde Mastholte in der Rietberger Ortschaft Mastholte auf.

## Einwohnerentwicklung
| Jahr | Einwohner | Quelle |
| ---- | --------- | ------ |
| 1821 | 943       | [ 3 ]  |
| 1843 | 1211      | [ 4 ]  |
| 1864 | 1145      | [ 5 ]  |
| 1885 | 1065      | [ 6 ]  |
| 1895 | 1135      | [ 7 ]  |
| 1910 | 1264      | [ 8 ]  |
| 1925 | 1346      | [ 9 ]  |
| 1939 | 1449      | [ 9 ]  |
| 1946 | 1857      | [ 10 ] |
| 1961 | 1705      |        |